# جميس تافيرنير
جميس تافيرنير (بالإنجليزية: James Tavernier)‏ (31 أكتوبر 1991 برادفورد المملكة المتحدة - ) هو لاعب كرة قدم بريطاني، يلعب كمدافع.

## وصلات خارجية
جميس تافيرنير على موقع الاتحاد الأوربي (الإنجليزية)
- جميس تافيرنير على موقع قاعدة بيانات كرة القدم.إي يو (الإنجليزية)
- جميس تافيرنير على موقع ليكيب (الفرنسية)
- جميس تافيرنير على موقع Soccerbase.com (لاعب) (الإنجليزية)
- جميس تافيرنير على موقع Soccerway.com (الإنجليزية)
- جميس تافيرنير على موقع عالم كرة القدم.نت (الإنجليزية)
- جميس تافيرنير على موقع AS.com (الإسبانية)